# Jatri uld Said uld Yumani
Jatri uld Said uld Yumani (Smara, Sahara Español, 1921–Rabat, Marruecos, 21 de diciembre de 1993) fue un político saharaui, de religión musulmana, de profesión ganadero, procurador de las Cortes españolas y presidente de la Asamblea General del Sáhara. 

## Sublevación
En marzo de 1966 suscribió con otros muchos Chiuj de la provincia un documento que se eleva a la ONU según el cual el pueblo saharaui se oponía terminantemente a las pretensiones de los países limítrofes sobre el Sahara español.[cita requerida]
En 1967, El Jatri protagonizó un levantamiento contra España, y todo el ejército nativo le secundó. El jefe militar de la revuelta fue el cabo Merebbih, de la tribu Erguibat.
A raíz de esta revuelta el gobierno crea la Yemaá o Asamblea General del Sáhara como órgano representativo saharaui y se daba con ella los primeros pasos de una autonomía.

## Parlamentario
Procurador en Cortes elegido el día 13 de julio de 1963 por los representantes del Cabildo Provincial de Sahara.
Repitió el cargo en 1964, causando baja el 20 de diciembre de 1965, dejando el escaño a Seila uld Abeida uld Ahmed.
En la toma de posesión juraba en privado con arreglo a su religión musulmana.
En las legislaturas de 1967 y de 1971 repite cargo en el grupo de Designados por el jefe del Estado. Causa baja el 4 de marzo de 1976 antes de finalizar la legislatura. Fue elegido presidente de la Asamblea General del Sáhara en su segunda legislatura en 1971.[cita requerida]

## Estirpe
Líder de una de las más importantes fracciones de Erguibat, tribu cortada por cuatro fronteras políticas (Sáhara Occidental, Marruecos, Mauritania y Argelia.), sostuvo la tesis respecto al equilibrio político de una tribu dividida en tres grandes bloques separados por fronteras políticas. Líder (chej) de Le Boihat, la poderosa fracción erguibat que nomadiza en la franja oriental.

## Defección
El 12 de octubre de 1975, la mayor parte de la Yemaá (67 de 102 miembros), reunida en Ain Ben Tili (Mauritania), acordó la disolución de la misma, dejando su representatividad en manos del Frente Polisario como único representante legítimo del pueblo saharaui.[cita requerida]
Tras asistir a una sesión de las Cortes Españolas reunidas en Madrid, Said uld Yumani se desplazó a Marruecos acompañado, entre otros, de los notables saharauis Feidul Ali Derham y Ahmed Derhem. En nombre de la Yemaá, de la que seguía considerándose presidente, el miércoles 5 de noviembre de 1975, se presentó en una ceremonia histórica en el Palacio Real de Agadir a rendir pleitesía y mostrar sumisión al rey Hassan II de Marruecos, quien la acepta tras considerarle como el auténtico representante del pueblo saharaui. En una conferencia de prensa posterior a la ceremonia solicitó el inicio de negociaciones entre España y Marruecos para la retrocesión del Sahara al Reino.
La sumisión de Said uld Yumani resulta llamativa tras haber sido uno de los máximos defensores de la autodeterminación e independencia.
Quien habría convencido al presidente de la Yemaá de defeccionar ante el rey de Marruecos probablemente sea Hassan Dirham, cabeza visible del clan Dirham. Desde entonces, sus empresas controlan el mercado de carburantes, y tiene intereses en la agricultura de invernaderos y la pesca. Como recompensa, los Yumani son los amos de la pesca y de la ganadería, y le hacen la competencia a Dirham en los carburantes.
Uno de los hijos de Said uld Yumani es miembro del Parlamento de Marruecos y otro ocupa un cargo en el Frente Polisario.